# أحمد فتحي سرور
أحمد فتحي مصطفى كامل سرور (5 ربيع الأول 1351 هـ - 27 رمضان 1445 هـ)، (9 يوليو 1932م - 5 أبريل 2024م)، رئيس مجلس الشعب المصري الأسبق منذ عام 1991، حيث تولّى هذا المنصب لإحدى وعشرين عامًا على التوالي حتى عام 2010. ولد في 9 يوليو 1932 في محافظة قنا بمصر وهو متزوج ولديه ولد "طارق" وبنتان.

## السجل الأكاديمي
- دكتوراه في القانون الجنائي من جامعة القاهرة عام 1959
- درجة الماجستير في القانون المقارن من جامعة متشجين – الولايات المتحدة
- ليسانس في القانون من جامعة القاهرة عام 1953

## الوظائف
- رئيس مجلس الشعب من سنة 1990 - 2011
- رئيس الجمعية المصرية للاقتصاد والإحصاء والتشريع سنة 2005 - أقدم الجمعيات العلمية في مصر
- وزير التعليم سنة 1986 – 1990
- رئيس الجمعية المصرية للقانون الجنائي سنة 1989
- رئيس مجلس إدارة الهيئة العامة لمكتبة الإسكندرية سنة 1988 – 1990
- رئيس المجلس الأعلى للجامعات سنة 1986 – 1990
- نائب مدير جامعة القاهرة سنة 1985 – 1986
- عميد كلية الحقوق جامعة القاهرة 1983 – 1985
- رئيس قسم القانون الجنائي – كلية الحقوق – جامعة القاهرة 1978 – 1983
- عميد النقض الجنائي بهيئة التدريس وحتى أصبح أستاذاً للقانون الجنائي طلبة الحقوق جامعة القاهرة سنة 1959 وحتى الآن
- نائب النائب العام سنة 1953 – 1959
- عيّن وكيلا لنيابة النقض الجنائي سنة 1956 قبل ترقيته الي الفئة الممتازة سنة 1958 في سابقة قضائية هي الأولي من نوعها.

## خبرات قانونية
- رئيس شرف معهد الدراسات العليا للعلوم الجنائية بصقلية بإيطاليا من سنة 2000 وحتى 2011
- رئيس المعهد الدولي للقانون في معظم البلاد الفرانكوفونية في باريس من سنة 1994 – حتى 2011
- رئيس الجمعية المصرية للقانونيين الناطقين بالفرنسية سنة 1992 – وحتى 2011
- رئيس الجمعية المصرية للقانون الجنائي من سنة 1989 – وحتى 2011
- نائب رئيس الجمعية الدولية للقانون الجنائي في باريس 1989 – حتى 2011
- عضو مجلس إدارة – في معهد الدراسات العليا للعلوم الجنائية في إيطاليا 1984 – 1992 ثم انتخب رئيساً للمعهد شرفيا في عام 2000
- رئيس اتحاد علماء القانون المصريين 1985 – 1991
- رئيس المؤتمر الدولي لحقوق الإنسان في الشريعة الإسلامية – صقلية1979
- محامي أمام محكمة النقض (1976 – حتى الآن
- كان محاميا دوليا شهيرا قبل تعيينه وزيراً سنة 1986
- رئيس اللجنة الفرعية للحقوق والحريات في اللجنة المنعقدة لدستور 1971
- من أهم مؤلفاته: نظرية البطلان في قانون الاجراءات الجنائية، الاختبار القضائي، الوسيط في قانون العقوبات-القسم العام، الوسيط في قانون العقوبات-القسم الخاص، الوسيط في قانون الاجراءات الجنائية والقانون الجنائي الدستوري

النقض الجنائي، الحماية الدستورية للحقوق والحريات، الشرعية والإجراءات الجنائية، القانون الجنائي الدستوري، المواجهة القانونية للإرهاب (باللغتين العربية والإنجليزية)،
- منحته جامعة بولونيا في إيطاليا وهي أقدم جامعات أوروبا الدكتوراه الفخرية في القانون بسبب دراساته عن حقوق الإنسان وحمايته لها في كل مواقفه

## خبرات برلمانية
- رئيس الاتحاد البرلماني لمنطقة الدول الإسلامية الأعضاء سنة 2000
- رئيس مؤتمر رؤساء اليورو – متوسطي في الإسكندرية 2000
- عضو اللجنة البرلمانية التمهيدية لمؤتمر رؤساء البرلمانات العالم (1999)
- رئيس الاتحاد العربي 1998 – 2000
- أصدر الإعلان العالمي للديموقراطية سنة 1997 عندما كان رئيساً للإتحاد البرلماني الدولي
- رئيس الاتحاد البرلماني الدولي 1994 – 1997
- رئيس الاتحاد البرلمانات الأفريقية 1990 – 1991
- رئيس البرلمان الأورو متوسطي لسنة 2004 إلى 2005.
- حصل على جائزة التميز من الاتحاد البرلماني العربي سنة 2009 كأفضل برلماني عربي باجماع الآراء من رؤساء البرلمانات العربية
- رئيس اتحاد البرلمانات الإسلامية سنة 2000
- أول رئيس برلمان مصري يضع في متحف البرلمان ما يتلقاه من هدايا كرئيس للبرلمان

## خبرات ثقافية
- كان له الفضل في إنشاء مستشفي أورام الأطفال 57357 الذي افتتحت سنة 2007
- عضو اللجنة الدولية لمشروع مكتبة الإسكندرية 1990- 2000
- كان له الفضل في إحياء مكتبة الأسكندرية عندما كان وزيراً للتعليم وأصدر إعلان الأسكندرية باسم اليونسكو في فبراير سنة 1990 الذي دعي فيه العالم للتبرع للمشروع
- عضو المجلس العلمي المصري سنة 2000
- نائب الرئيس وعضو المجلس التنفيذي لمنظمة اليونسكو سنة 1993 – 1998
- رئيس المؤتمر الدولي للتعليم بحنيف سنة 1989
- نائب رئيس المجلس الدولي للتعليم بحنيف سنة 1987 – 1989
- الممثل الدائم لجامعة الدول العربية ومنظمة الثقافة والعلوم التابعة لجامعة الدولة العربية سنة 1973 – 1978
- المستشار الثقافي للسفارة المصرية في فرنسا 1964
- الملحق الثقافي بالسفارة المصرية بسويسرا

## خبرات سياسية
- عضو مجلس الشعب سنة 1987 – حتى يناير 2011 م (دائرة السيدة زينب)
- مقرر اللجنة السياسية للحوار القومي 1994
- عضو المكتب السياسي للحزب الوطني الديمقراطي 1990 – حتى يناير 2011

وضع إستراتيجية تطوير التعليم في مصر سنة 1987 ولكن لم يستكمل تنفيذها لمغادرته وزارة التربية والتعليم بعد انتخابه رئيساً لمجلس الشعب في ديسمبر سنة 1990

## من أهم مؤلفاته
بالإضافة إلى الأبحاث والمقالات المنشورة بالمجلات العلمية والتي تزيد على مائة بحث ومقال من أهم مؤلفاته:
- نظرية البطلان في قانون الإجراءات الجنائية – رسالة دكتوراه؛ عام 1959
- الاختبار القضائي طبعة عام 1963
- أصول السياسة الجنائية عام 1972
- الشرعية والاجراءات الجنائية عام 1977
- الوسيط في قانون العقوبات (القسم الخاص)؛ طبعة عام 1979؛ وطبعة عامى 1985 و1990
- الوسيط في قانون الاجراءات الجنائية؛ طبعة 1980 (3 أجزاء)
- الوسيط في قانون العقوبات – القسم العام؛ طبعة عام 1981 وطبعة عام 1985
- الحماية الجنائية للحياة الخاصة عام 1986
- إستراتيجية تطوير التعليم عام 1987
- تطوير التعليم في مصر (سياسته؛ استراتيجيته؛ وخطة تنفيذه) عام 1989
- الشرعية الدستورية وحقوق الإنسان في الاجراءات الجنائية؛ طبعة 1993 وطبعة 1995
- الدبلوماسية البرلمانية والتعاون الدولي عام 1997(باللغات العربية والإنجليزية والفرنسية)
- النقض الجنائي؛ طبعات عام 1997 و1988 و1979 وعام 2004
- الحماية الدستورية للحقوق والحريات؛ طبعة 1999 و2000
- القانون الجنائى الدستوري؛ طبعات عام 2000 ؛ وعام 2002 ؛ وعام 2004
- العالم الجديد بين الاقتصاد والسياسة والقانون عام 2005
- منهج الإصلاح الدستوري في مصر عام 2006
- المواجهة القانونية للإرهاب 2008 باللغة العربية عام 2008 وباللغة الإنجليزية عام 2010 ونشرتها مكتبة الإسكندرية

## أوسمة
- دكتوراه شرفية في العلوم السياسية في جامعة جونسون وويلز يوليو 2001
- وسام هو مالا العالي من العرش العلوي من المغرب 1987
- جائزة التميز العالي في العلوم الاجتماعية سنة 1993
- وسام Pleiade من الجمعية الدولية للبرلمانيين الفرانكفونيين سنة 1992
- ميدالية العلوم والآداب من الدرجة الأولى سنة 1964-1983
- جائزة الدولة التشجيعية في القانون الجنائي عام 1963
- وسام العلوم والفنون من الطبقة الأولى (1963 و1984 و1993)
- وسام النيلين من السودان (1988)
- وسام الكوكبة من طبقة ضابط عظيم من الجمعية الدولية للبرلمانيين بالفرنسية (1992)
- جائزة الدولة التقديرية في العلوم الاجتماعية عام (1993)
- الحمالة الكبرى لوسام العرش من المملكة المغربية (1997)

## وفاته
توفيّ أحمد فتحي سرور صباح السبت 27 رمضان 1445 هـ الموافق 6 أبريل 2024م عن عمر ناهز الثانية والتسعين.